# Ницана
Ницана (ивр. ניצנה‎) — молодёжная деревня в Южном округе Израиля, в 70 км к юго-западу от Беэр-Шевы.
Ницана была основана в 1986 году Левой Элиавом, выходцем из России, для новых репатриантов из стран бывшего СССР.
Также рядом с Ницаной располагаются населённые пункты Ницаней-Синай (Кадеш-Барнеа), Кмеин, Эзуз и Беэр-Милка.
Ницана находится в непосредственной близости с природным заповедником Тель-Ницана и Хамукей-Ницана в пустыне Негев. Рядом находится пограничный переход Ницана на границе с Египтом.

## Направления и деятельность
Основная программа Сэла Мир Ницана (מי"ר-סל"ה) специализируется на подготовке новых репатриантов (Ульпан Иврит) для самостоятельной жизни в Израиле. Программа работает для подростков в возрасте 17-21 года, построена по принципу частной школы. Специфика Программы интенсивное углубленное изучение иврита и других дисциплин (математика, английский, подготовка к психометрическому вступительному экзамену), предоставляется бесплатно проживание и трехразовое питание.
В течение более 20 лет Сэла Мир Ницана, является местом абсорбции новых репатриантов, центр для научных, спортивных и развлекательных семинаров для иностранных студентов и школьников.
В поселении работает постоянно два семинара — семинар по изучению пустыни Негев и научный семинар по изучению влияния солнечной энергии в различных областях жизни. Также специализируется на развитии программ по изучению экологических проблем, в связи с этим были построены несколько оригинальных обучающих сред, среди которых парк солнечной энергии.

## Население
По данным Центрального статистического бюро Израиля, население на начало 2020 года составляло 319 человек.
Численность проживающих в Ницана 1983—2013:
| год  | население |
| ---- | --------- |
| 1983 | 34        |
| 1995 | 106       |
| 2001 | 152       |
| 2003 | 177       |
| 2004 | 142       |
| 2005 | 130       |
| 2006 | 119       |
| 2007 | 96        |
| 2008 | 51        |
| 2009 | 89        |
| 2010 | 130       |
| 2011 | 157       |
| 2012 | 238       |
| 2013 | 282       |

## Структура кампуса и его жители
Студенты Сэла-Мир Ницана проживают в одноэтажных, трех-четырёх комнатных домах на земле по 4-6 человека в доме. На территории Ницана есть гостевые дома, столовая, прачечная, бассейн, тренажерный зал, баскетбольная площадка, музыкальная комната. Обслуживающий персонал постоянно проживает на территории кампуса.

Жители поселения проживают в отдельном от кампуса районе в домах на земле.